# Verkeersregelaar

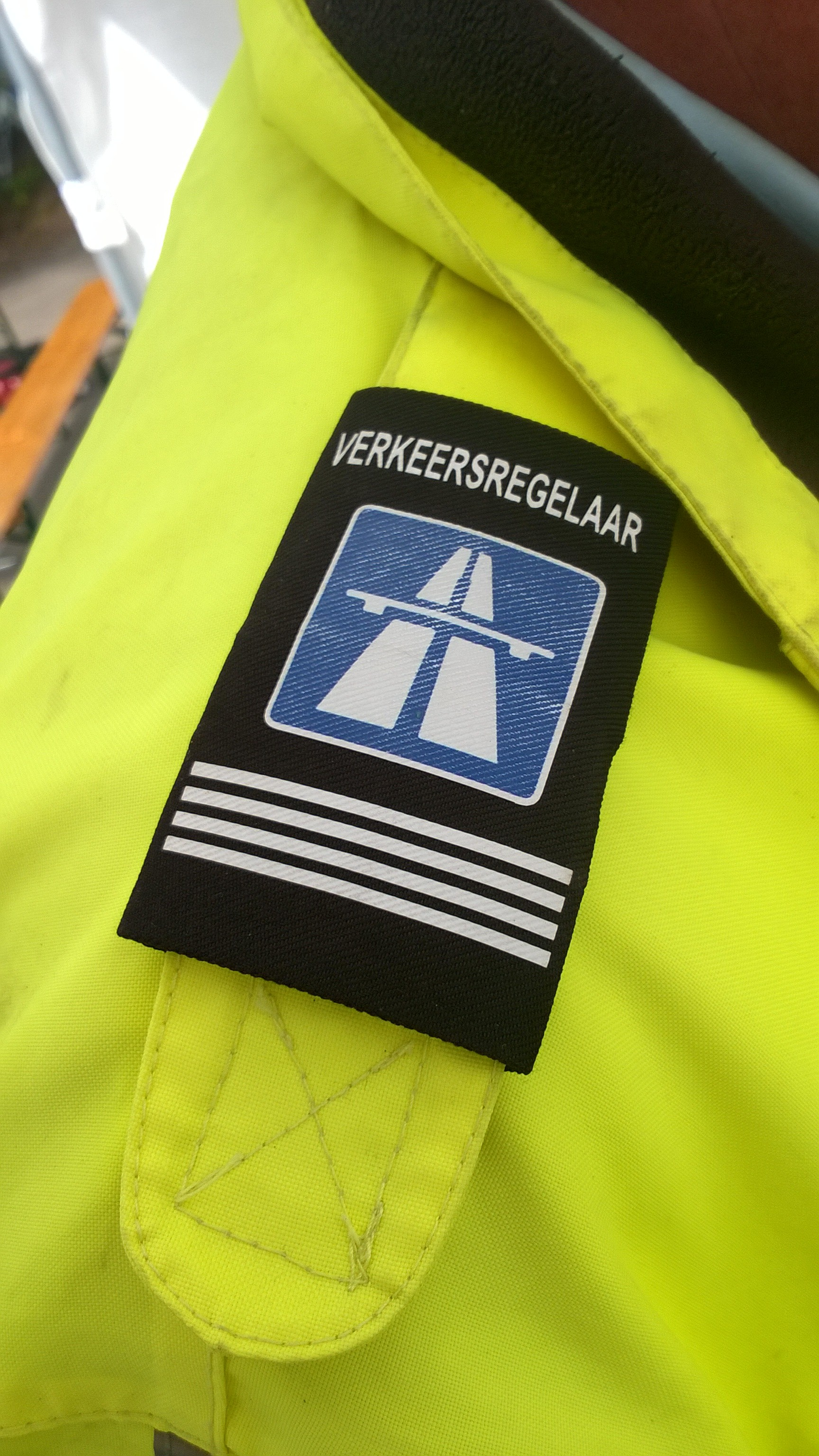
Een schuifpassant van een verkeersregelaar met vier strepen.

Een verkeersregelaar of weginspecteur is een persoon die de bevoegdheid heeft om instructies op te dragen aan weggebruikers, zoals juridisch vastgelegd in wetgeving. Een verkeersregelaar heeft diverse taken zoals: informeren van weggebruikers bij bijvoorbeeld omleidingen, beveiligen van een verkeers incident, observeren van verkeers gerelateerde onderwerpen en eerste hulp verlenen bij verkeers incidenten. Verkeersregelaars zijn te herkennen aan hun gele reflecterende kleding met onder aan de kleding een reflecterende gevarendriehoek . Ze worden vaak ingezet bij evenementen of op kruisingen indien door wegwerkzaamheden of stroomstoringen verkeerslichten tijdelijk niet werken.  Instructies dienen door alle weggebruikers te worden opgevolgd. Het negeren hiervan kan de weggebruiker een boete opleveren. Een stopteken negeren kan zomaar tot meer dan €400 oplopen. 
Tevens is uitsluitend een beroepsverkeersregelaar met een BRL-9101 certificering bevoegd om tijdelijke verkeersmaatregelen, zoals verkeersborden en wegafzettingen, te plaatsen, te wijzigen of te verwijderen. Deze certificering wordt meestal toegekend aan coördinatoren. 
Een beroepsverkeersregelaar staat bij evenementen vaak op de openbare weg en op het terrein van het evenement staat de evenementenverkeersregelaar.  
De evenementenverkeersregelaar is niet bevoegd om alleen op de openbare weg te werken, Dat mag alleen als er een beroepsverkeersregelaar bij staat. 

## Naar land

### Nederland

#### Juridisch
De aanstelling (en daarmee bevoegdheid) van verkeersregelaars wordt geregeld in de Regeling Verkeersregelaars 2009. Er zijn drie typen verkeersregelaars:
- Een beroepsmatige verkeersregelaar is in bezit van een verklaring omtrent het gedrag en heeft ook zijn aanstellingspas bemachtigd via Rijkswaterstaat. Op deze pas staat ook vermeld of de verkeersregelaar regionaal of landelijk bevoegd is;[1]
- Rijkswaterstaat heeft 300 weginspecteurs in dienst om incidenten op autosnelwegen af te handelen. Zij zijn in het bezit van een diploma voor verkeersregelaar. Ongeveer 100 hiervan zijn tevens opgeleid en beëdigd tot Buitengewoon opsporingsambtenaar (BOA).[2] Zij bezitten overigens een beperkte akte voor een aantal feiten, zoals het negeren van een rood kruis op een matrixbord of rood verkeerslicht, parkeren op de vluchtstrook, hoogtemelding negeren en rijden over de vluchtstrook. Sinds september 2017 is Rijkswaterstaat aangemerkt als hulpverleningsorganisatie en rijden de weginspecteurs met optische en geluidssignalen.[3]
- Een evenementenverkeersregelaar krijgt een instructie via e-learning, en mag hiermee enkel voor de aangewezen dagen tijdens het evenement het verkeer regelen conform de taakinstructie van de organisator.

#### Voertuigen
Verkeersregelaars zijn in dienst van commerciële organisaties en rijden in voertuigen met daarop het logo van het bedrijf of kunnen in hun privé-auto rijden. Ook mogen de voertuigen, zowel privé als van het bedrijf, een geel zwaailicht bevatten.

Weginspecteurs zijn in dienst van de overheid en rijden in voertuigen met daarop het logo van de rijksoverheid of de vlag van de provincie. Deze voertuigen bezitten gele en blauwe zwaailichten, een sirene en achterop een DRIP. Op de DRIP kunnen diverse teksten en tekens getoond worden zoals een uitroepteken of een pijl. De kleurstelling van de voertuigen ligt aan het werkgebied waar ze onder vallen. Zo zijn de voertuigen van de weginspecteurs van de provincie Utrecht wit en rood en van de provincie Zuid-Holland geel en rood. Het wagenpark bestaat bij de meeste regio's uit pick-up's en motorfietsen. Het wagenpark van provincie Utrecht bestaat voornamelijk uit bestelauto's.

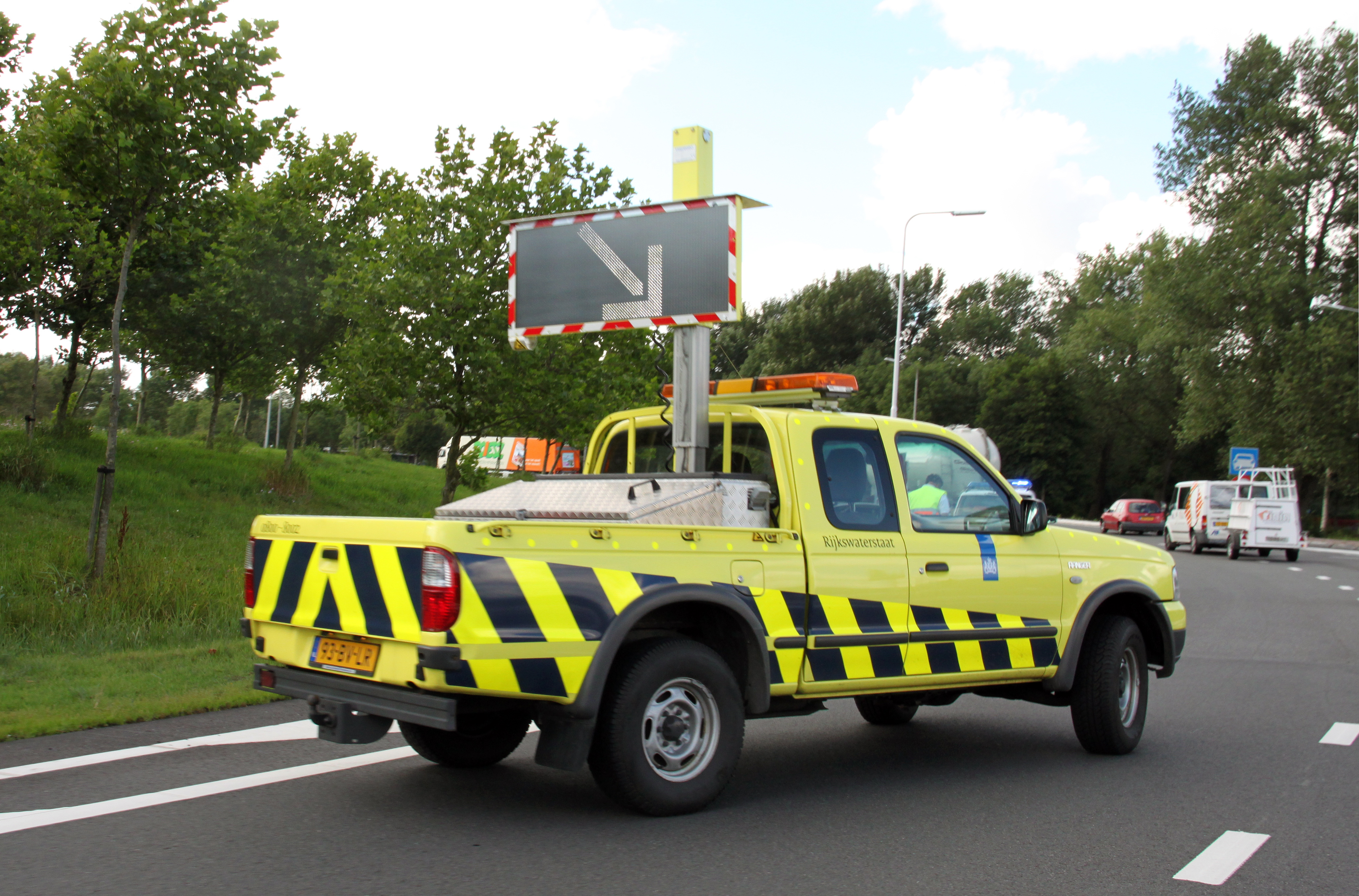
Voertuig van een weginspecteur van Rijkswaterstaat.
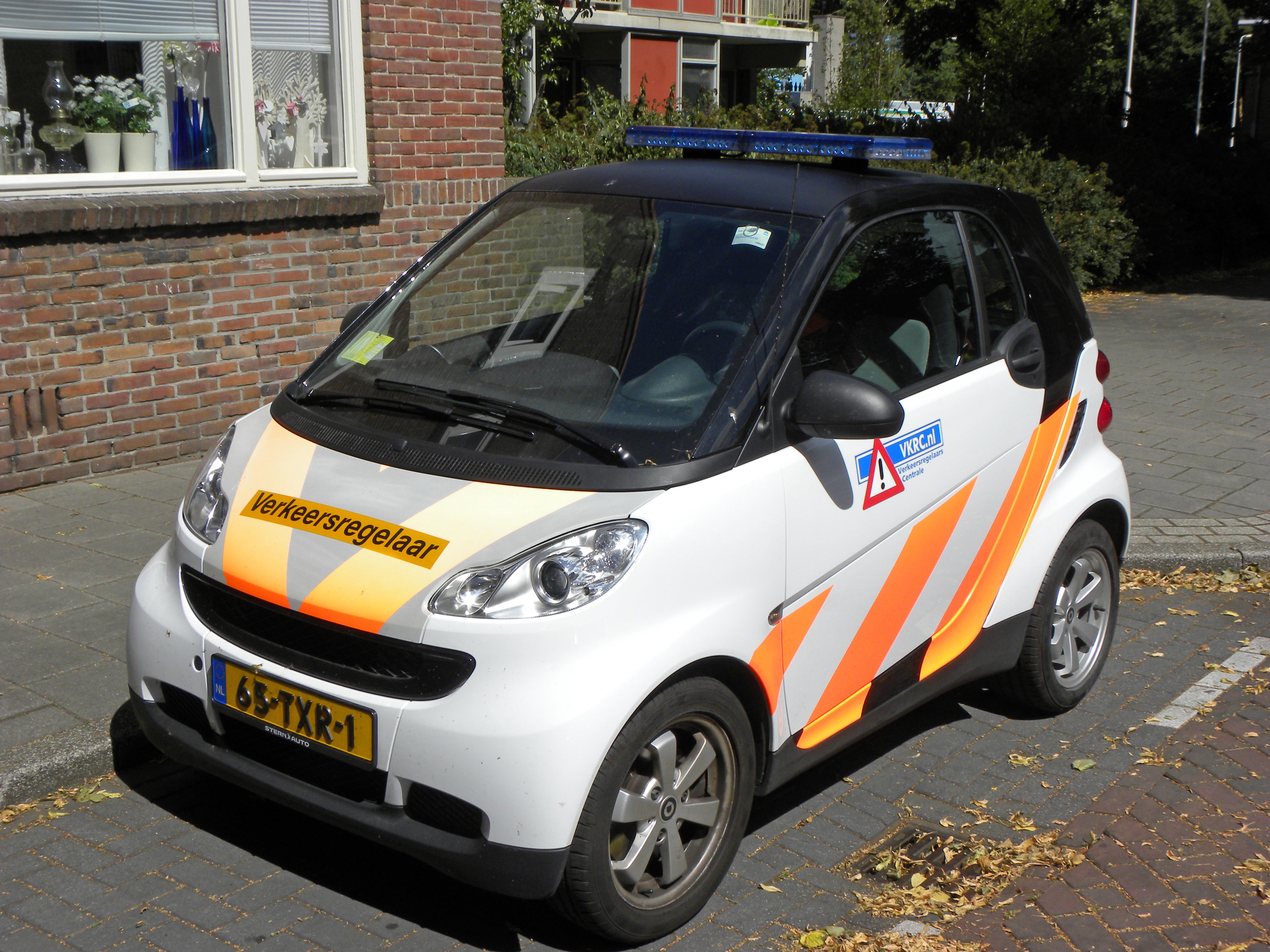
Voertuig van een verkeersregelaar van een commerciële organisatie.

## Media
- Reportage uit 1928 waarin de verkeerspolitie te Den Haag een nieuwe methode (verkeersbel) uitprobeert om het verkeer op een kruising te regelen
- Verkeersregelaar anno 1928 in het centrum van Amsterdam.